# Авлиј (Сома)
Авлиј (фр. Aveluy) насеље је и општина у североисточној Француској у региону Пикардија, у департману Сома која припада префектури Перон.
По подацима из 2011. године у општини је живело 505 становника, а густина насељености је износила 76,05 становника/km². Општина се простире на површини од 6,64 km². Налази се на средњој надморској висини од 72 метара (максималној 129 m, а минималној 57 m).

## Демографија
| 1962. | 1968. | 1975. | 1982. | 1990. | 1999. | 2011. |
| ----- | ----- | ----- | ----- | ----- | ----- | ----- |
| 523   | 559   | 584   | 547   | 514   | 525   | 505   |

График промене броја становника у току последњих година